# Harry Maguire
Jacob Harry Maguire (født 5. marts 1993) er en engelsk fodboldspiller, der spiller for Premier League-klubben Manchester United og det engelske landshold.

## Klubkarriere

### Sheffield United
Maguire startede sin seniorkarriere hos Sheffield United i sin fødeby, hvor han også spillede som ungdomsspiller. Han debuterede for klubbens førstehold 12. april 2011, i en alder af 18 år, i en Championship-kamp mod Cardiff City. Han etablerede sig som fast mand på holdet og nåede at spille 134 ligakampe for klubben inden han i 2014 skiftede til Hull City for en pris på 2,5 millioner britiske pund.

### Hull City
Maguire spillede de følgende to år, afbrudt af et lejeophold hos Wigan, hos Hull, hvor han blandt andet i 2016 var med til at sikre klubben oprykning til Premier League.

### Leicester City
I sommeren 2017, efter at Hull igen var rykket ud af Premier League, solgte klubben Maguire til Leicester City for en pris på 12 millioner pund.

### Manchester United
Efter stor succes hos Leicester og på det engelske landshold, var Maguire i søgelyset for flere af de største klubber, og 5. august 2019 skiftede han til Manchester United F.C., hvor han fik en 6-årig kontrakt og gjort til den dyreste forsvarsspiller nogensinde.
Maguire blev efter kun seks måneder i klubben gjort til anfører efter at Ashley Young havde forladt klubben.

## Landshold

### Ungdomslandshold
Maguire har spillet en enkel kamp for Englands U/21-landshold.

### Seniorlandshold
Maguire debuterede for det engelske landshold8. oktober 2017 i et opgør mod Litauen.
Han var en del af det engelske hold til VM 2018 i Rusland, hvor han scorede sit første landskampmål i kvartfinalen mod Sverige.
Maguire var del af Englands trup til EM 2020, hvor at England nåede til finalen men tabte til Italien.